# Haplogrup R-DF27
En genètica humana, l'haplogroup R-DF27 (R1b1a2a1a2a) és un haplogrup del cromosoma Y, una subdivisió de l'haplogrup R-M269 (més concretament, el seu sublade R-) definit per la presència del marcador DF27 (també conegut com a S250). Juntament amb el R-U152 i el R-L21, el llinatge està associat en gran manera als moviments proto-cèltics, celtes i posteriorment celtibèrics.
Va sorgir relativament recentment, després de l'inici de l'edat del bronze europeu, i predomina principalment a la població dels Pirineus. Les regions on s'ha trobat majoritàriament són el País Basc, Navarra, Astúries, Galícia, Portugal, Aragó, Catalunya, Pirineus Atlàntics, així com una certa presència a Gran Bretanya i Irlanda, tot i que s'ha trobat en quantitats més petites molt més lluny, com Alemanya i Polònia.
Els subclades específics de DF27 s'han associat a grups específics de persones, per exemple, R-M167 s'associa als catalans i R-M153 s'associa als bascos.